# Melpomene personata
Melpomene personata är en stensöteväxtart som beskrevs av Lehnert. Melpomene personata ingår i släktet Melpomene och familjen Polypodiaceae. Inga underarter finns listade.